# Carlo Lurago
Carlo Lurago, celým jménem Carlo Antonio Lurago, také Loragho, Luraghi, Luragho (1615 Pellio Superiore, v oblasti jezera Como – 22. října 1684 Pasov) byl italský barokní architekt a sochař, který pracoval hlavně v Čechách, v Rakousku a Bavorsku. Byl jedním z nejvýznamnějších architektů českého a pražského raného baroka.
Carlo Lurago pracoval hlavně pro církevní řády, především pro jezuity. Upravoval také paláce pro šlechtu – Černíny, Lobkovice, Piccolomini a Thuny. Spolupracoval i na pražském opevnění na Vyšehradě a na Starém Městě.

## Život
Carlo Lurago pocházel z rozvětvené umělecké rodiny. Obec, z níž rodina Luragů pochází, leží v Lombardii na náhorní plošině v severoitalských Alpách ve výšce kolem 1000 m nad mořem. Vyučil se štukatérem a v jeho rodišti pro něj nebylo uplatnění. Již v roce 1635 se jako dvacetiletý objevil v Praze, když byl svědkem na svatbě Antonína Aichela v tehdy ještě gotickém kostele sv. Mikuláše na Malé Straně. Bezpečně je Lurago v Praze doložen od roku 1638. Pracoval jako štukatér na úpravě presbytáře jezuitského kostela Nejsvětějšího Salvátora v areálu Klementina. Mladý Lurago byl nejen šikovný řemeslník, ale i obratný obchodník a dobrý katolík, proto se zařadil především mezi církevní stavitele. Jeho první architektonickou zakázkou byla výstavba jezuitské koleje s kostelem sv. Františka Xaverského a sv. Ignáce z Loyoly v Březnici započatá v roce 1640. Se svým synovcem Francesco Anselmo Luragem založil dobře fungující stavební společnost a patřil mezi nejúspěšnější stavitele své doby. Mezi jeho žáky patřil stavitel a architekt Pavel Ignác Bayer.
S manželkou Alžbětou měl dva syny, kteří zemřeli mladí. Roku 1648 Lurago získal měšťanské právo na Malé Straně, kde koupil dva velké domy v Karmelitské ulici (dnešní čp. 378 a 379). Pracoval jak na církevních stavbách, tak na pražském opevnění a na řadě šlechtických paláců.
Po roce 1668 působil v Pasově, kde vedl přestavbu biskupského dómu zničeného požárem. Zůstal zde až do své smrti v roce 1684.

## Významné stavby
Mezi jeho nejvýznamnější stavby v Praze patří Klementinum a přestavba kostela Nejsvětějšího Salvátora, jezuitská kolej na Malé Straně, kostel sv. Ignáce a kolej na Karlově náměstí. Dále stavěl kostely v Náchodě, Březnici, Klatovech, Sv. Janu pod Skalou, na Svaté Hoře u Příbrami a v Klášterci nad Ohří. Přestavěl kostel v Chomutově, zámek v Náchodě, v Novém Městě nad Metují a zámek Humprecht u Sobotky. Kromě toho stavěl ve Slezsku, v Rakousku (poutní kostel Maria Taferl) a přestavěl dóm v Pasově.

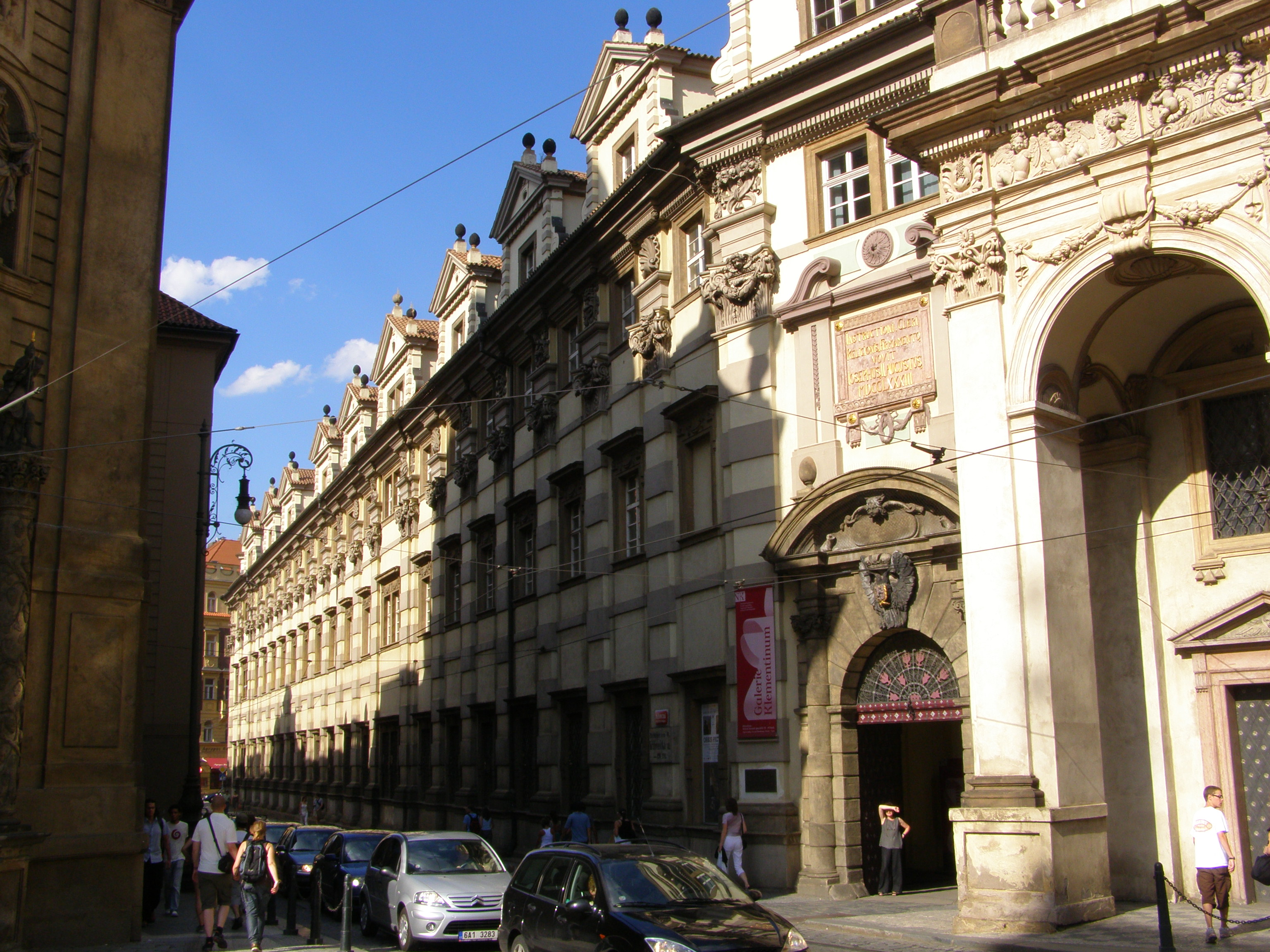
Západní průčelí Klementina

### Klementinum
Klementinum, bývalá jezuitská kolej, je komplex barokních budov nedaleko Karlova mostu na Starém Městě v Praze. Po Pražském hradě je Klementinum druhý nejrozsáhlejší stavební celek v Praze. Na jeho rozsáhlé stavbě se vystřídalo mnoho významných osobností architektury.

V období do roku 1620 získali jezuité koupí nebo darem 32 sousedních měšťanských domů, 7 dvorů a 2 zahrady. Výstavba komplexu však pokračovala až po skončení třicetileté války. V letech 1654–1679 se na stavbě jezuitské koleje podílel a několik let práce řídil Carlo Lurago. V raně barokním slohu byla dostavěna západní část areálu: Stará kolej při Karlově ulici a Nová kolej podél Křižovnické a Platnéřské ulice. Byl také postaven letní refektář, společná jídelna mnichů. V této době bylo Klementinum vybaveno první splachovací kanalizací v Praze.

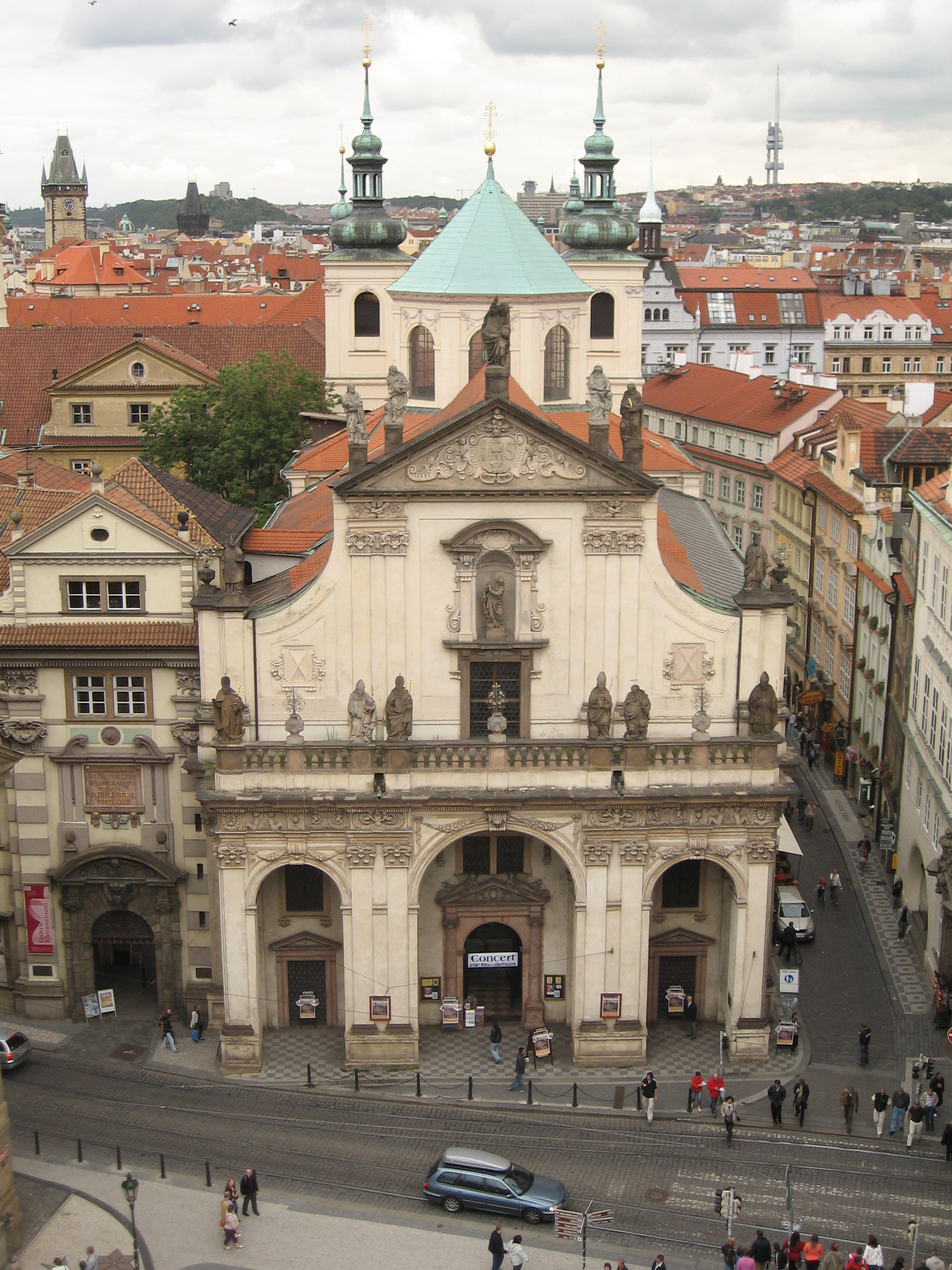
Kostel Svatého Salvátora

### Kostel Nejsvětějšího Salvátora
Kostel Nejsvětějšího Salvátora byl postaven na základech původního gotického dominikánského chrámu sv. Klimenta. Již v letech 1578–1581 jezuité položili základy stavby, poté vzniklo kněžiště a příčná loď. Na začátku 17. století bylo vybudováno celé trojlodí a západní mramorový portál s portikem. Kostel dostal vestavěné empory a štukovou výzdobu. Na konci 40. let 17. století byla nad svatyní zavěšena kupole, vyzdobená štukaturami z dílny Jana Jiřího Bendla.

Lurago podepsal smlouvu na stavbu průčelí kostela sv. Salvátora v roce1654. Upravil západní průčelí směřující ke Karlovu mostu. Inspiroval se jedním z modelů dómu Santa Maria del Fiori ve Florencii. Trojdílnou dekorativní sloupovou předsíň, tzv. portikus, uzavírala atika, na kterou byly umístěny sochy. Jednalo se celkem o třináct soch, které vytvořil sochař Jan Jiří Bendl. Na samém vrcholu se vyjímal Spasitel světa (Salvátor), pod ním po jeho stranách jsou sv. Lukáš, sv. Jan, sv. Matouš a sv. Marek a mezi nimi Panna Marie. Dále tu najdeme zakladatele jezuitského řádu Ignáce z Loyoly a pod ním na balkóně světce Klimenta, Augustina, Vojtěcha a další.

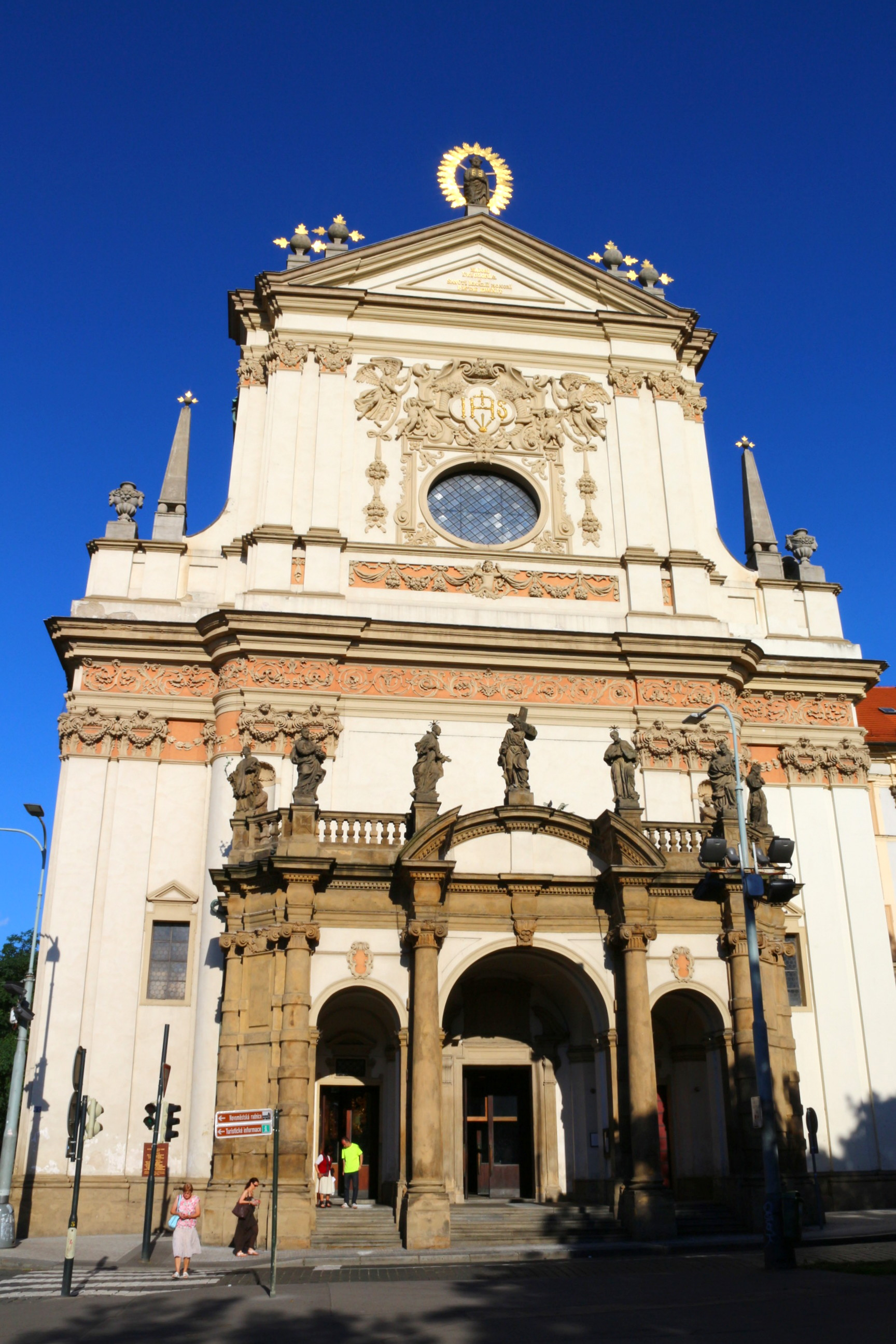
Kostel sv. Ignáce z Loyoly

### Kostel sv. Ignáce z Loyoly
Architektonickou soutěž na stavbu kostela sv. Ignáce z Loyoly v Praze vyhrál Carlo Lurago. Stavbou kostela ohromil, neboť použil řadu nových, ještě neznámých stavebních prvků, včetně fascinujícího průčelí. Kostel navrhl jako jednolodní prostor s řadou průchozích kaplí po obou stranách, nad nimiž se tyčily tribuny. Vítězný oblouk na hranici kněžiště a chrámové lodi byl nezvykle mohutný. Vysoký hlavní oltář s obrazem sv. Ignáce působil impozantně.
Socha sv. Ignáce nahoře na průčelí střechy způsobila skandál. Pražské řeholní řády si stěžovaly až u papeže, že kolem celého sv. Ignáce je svatozář. Ta podle nich náleží pouze Kristu a Panně Marii, nikoliv jakémukoliv světci. Jezuité neustoupili. Možná i to způsobilo, že v roce 1773 bylo papežským verdiktem Tovaryšstvo Ježíšovo zrušeno.

### Leopoldova brána na Vyšehradě

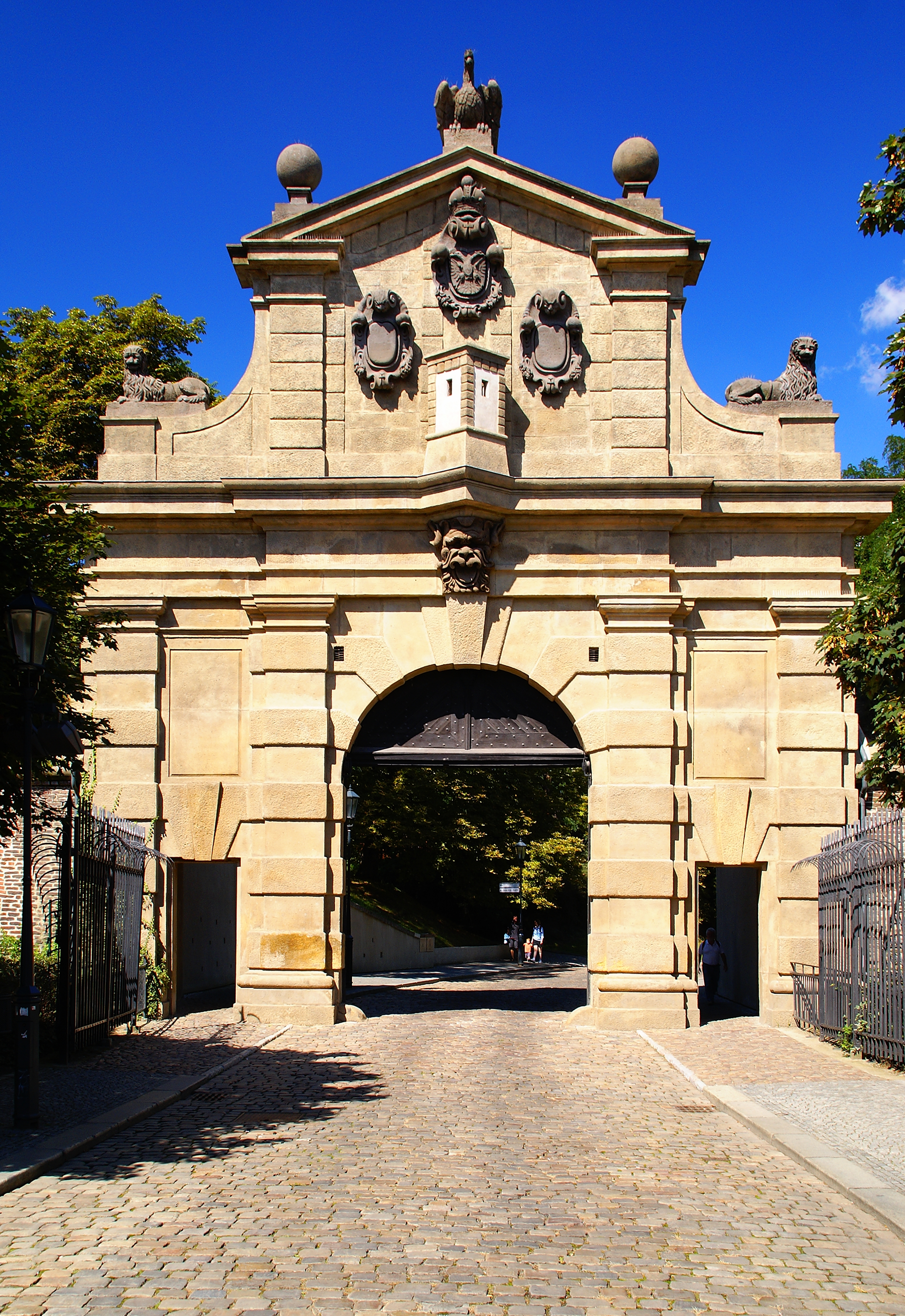
Leopoldova brána

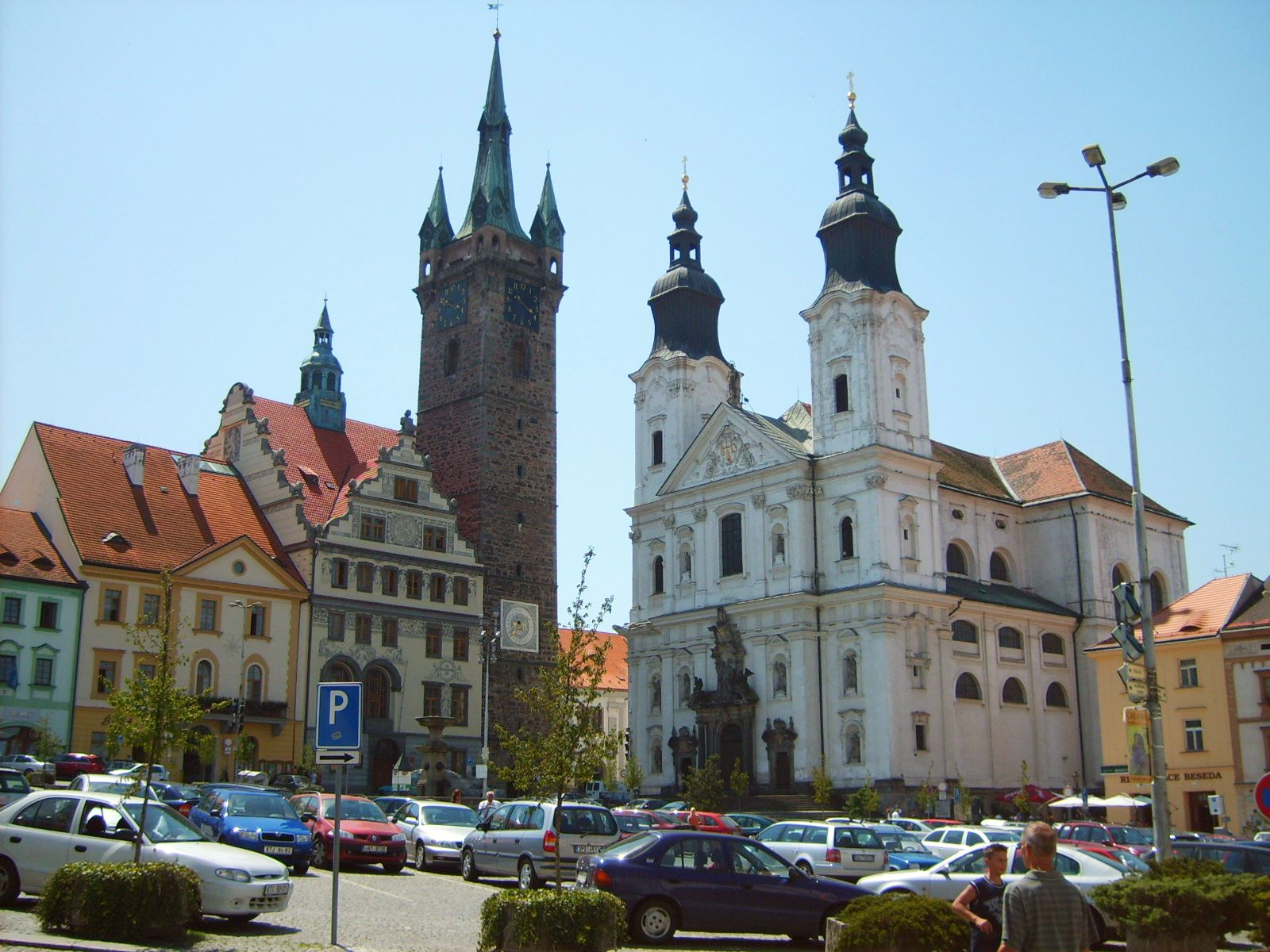
Radnice a kostel v Klatovech

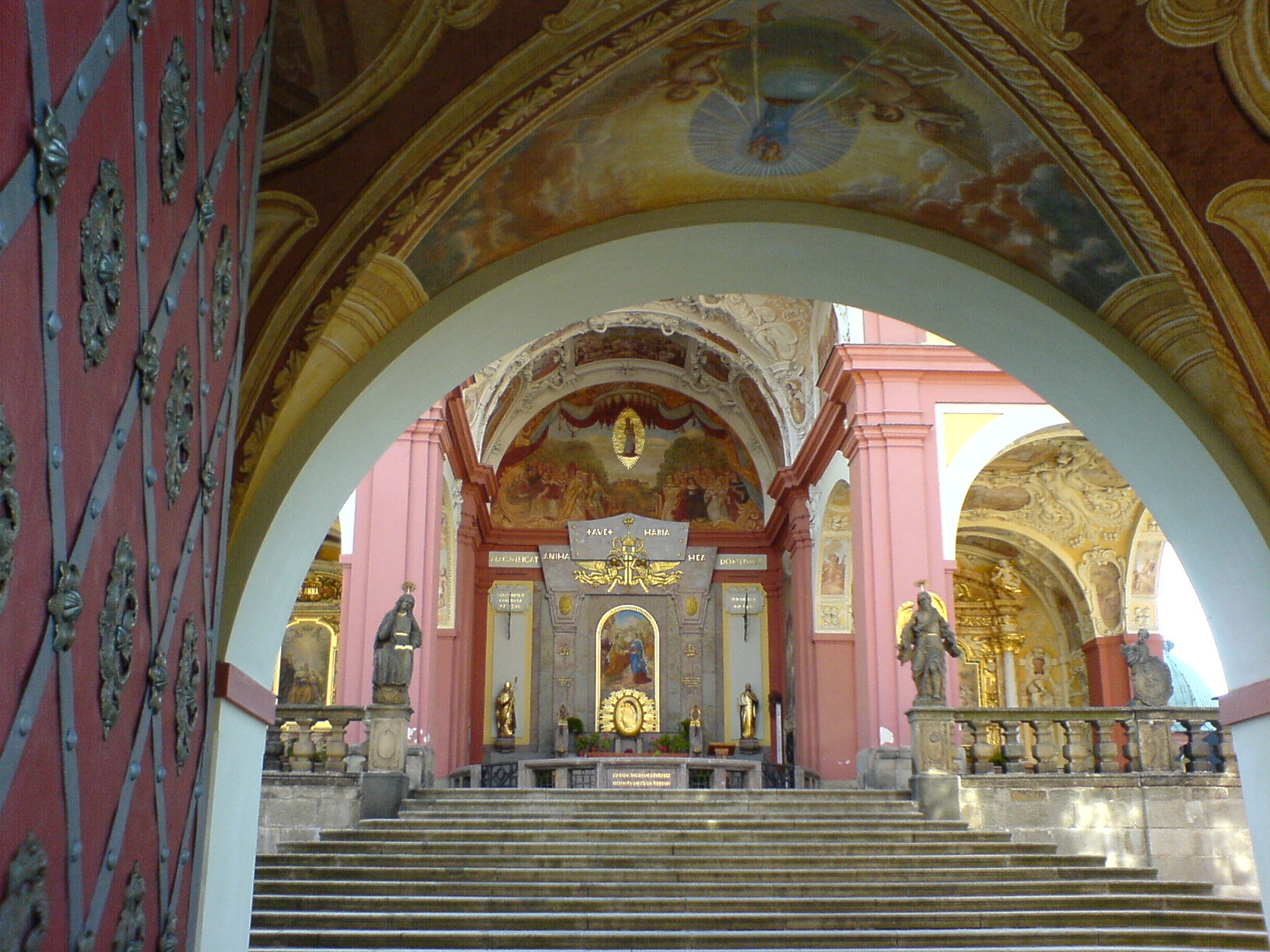
Svatá Hora, vstup

Na konci třicátých let 17. století se na příkaz císaře Ferdinanda III. začalo budovat opevnění Prahy. Vznikaly vysoké násypy, hradby, brány a bašty. Rozmístění staveb řídili zkušení armádní inženýři, ale stavební práce měli na starosti architekti, zpočátku Santino de Bossi a po něm Carlo Lurago.

Město podle plánů mělo mít dvě pevnosti. Stavba strahovské pevnosti nad Pražským hradem nikdy nebyla zahájena, vyšehradská pevnost Castello naopak rostla velmi rychle. Skládala se z bastionů a vnitřního systému bezpečnostních chodeb. Její hlavní brána nazvaná po císaři Leopoldova brána se stala reprezentativní stavbou nejen pevnosti, ale celé Prahy. Postavil ji v roce 1670 Carlo Lurago a je zjevné, že se nechal inspirovat Matyášovou branou na Pražském hradě.

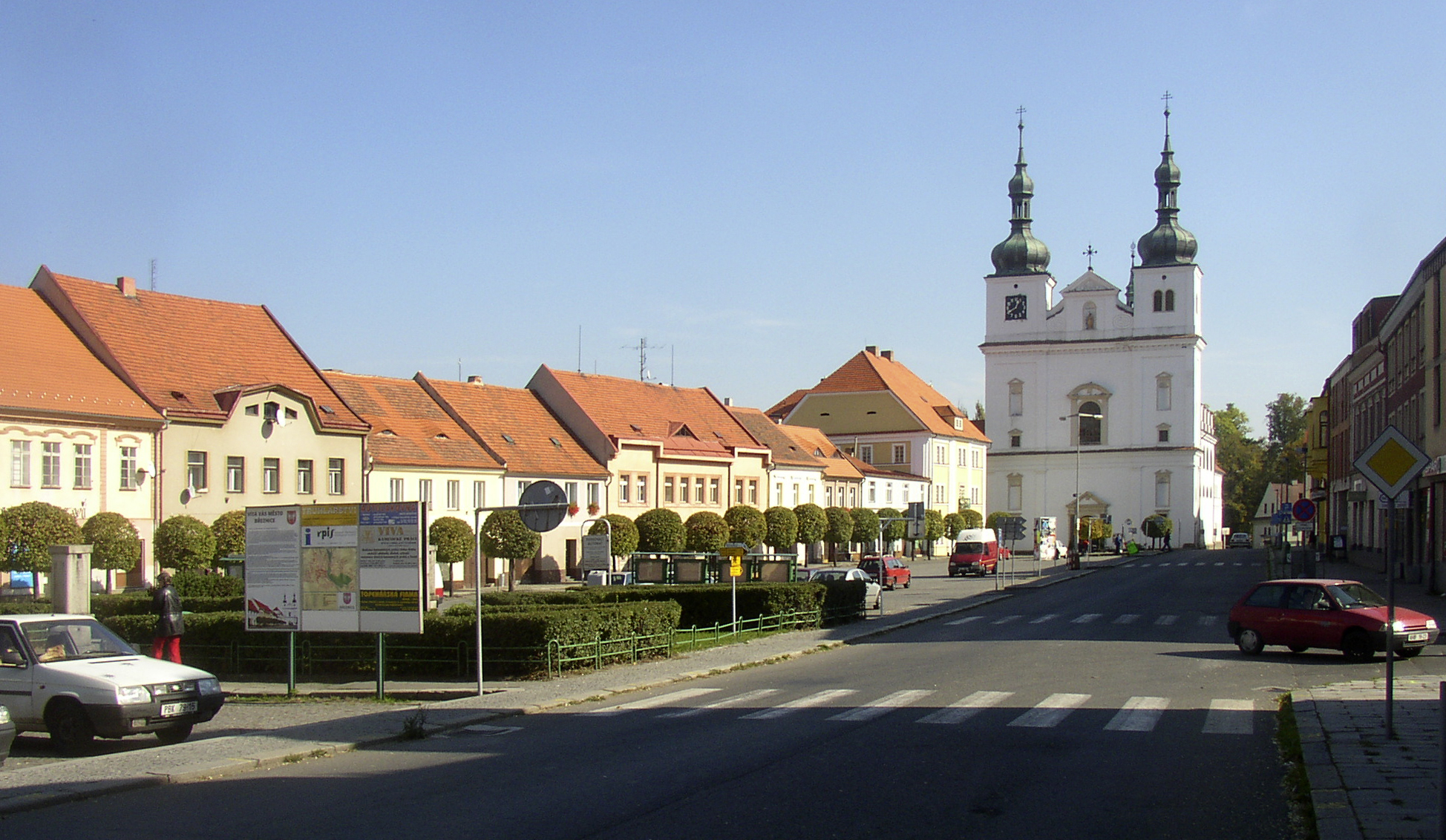
Náměstí a kostel v Březnici

## Stavby

### v Praze
- 1638–1648: Přestavba a výzdoba gotického kostela Nejsvětějšího Salvátora na Křižovnickém náměstí
- 1649–1659: Oprava a přestavby hradeb na Novém Městě a Vyšehradě
- kolem 1650: Přestavba kostela Panny Marie pod řetězem na Malé Straně
- 1651: Přestavba Lobkovického paláce na Hradčanech
- 1651–1657: Palác Jana Antonína Losyho z Losinthalu, dnes Lidový dům
- 1654–1679: Klementinum, dnes Národní knihovna v Křižovnické ulici (patrně podle plánů Francesca Carattiho)
- 1665–1670: Kostel svatého Ignáce na Karlově náměstí

### v Čechách
- 1657–1659: Stará radnice v Náchodě[4]
- 1642–1650: Jesuitská kolej a kostel sv. Fr. Xaverského a sv. Ignáce z Loyoly v Březnici
- 1650–1659: Přestavba zámku v Náchodě
- 1650: Přestavba farního kostela Povýšení sv. Kříže v Kadani
- 1651–1656: kaple Všech svatých v blízkosti zíceniny Petrohradu[5]
- 1653–1657: Kostel Nejsvětější Trojice (Zahořany)
- 1654–1666: Jesuitský kostel Nanebevzetí Panny Marie v Hradci Králové
- 1654–1679: Kostel Neposkvrněného početí Panny Marie a svatého Ignáce v Klatovech
- 1655–1661: Přestavba zámku v Novém Městě nad Metují
- 1657–1661: Poutní kostel Svatý Jan pod Skalou, okres Beroun
- 1659–1674: Poutní kostel na Svaté Hoře u Příbrami
- 1663–1671: Přestavba kostela sv. Ignáce v Chomutově
- 1663–1668: Klášter Hájek u Kladna
- 1664: Nová hospoda Křižovnické rezidence v Tursku
- 1665–1670: Kostel Nejsvětější Trojice v Klášterci nad Ohří
- 1666–1668: Zámek Humprecht u SobotkyZámek Humprecht

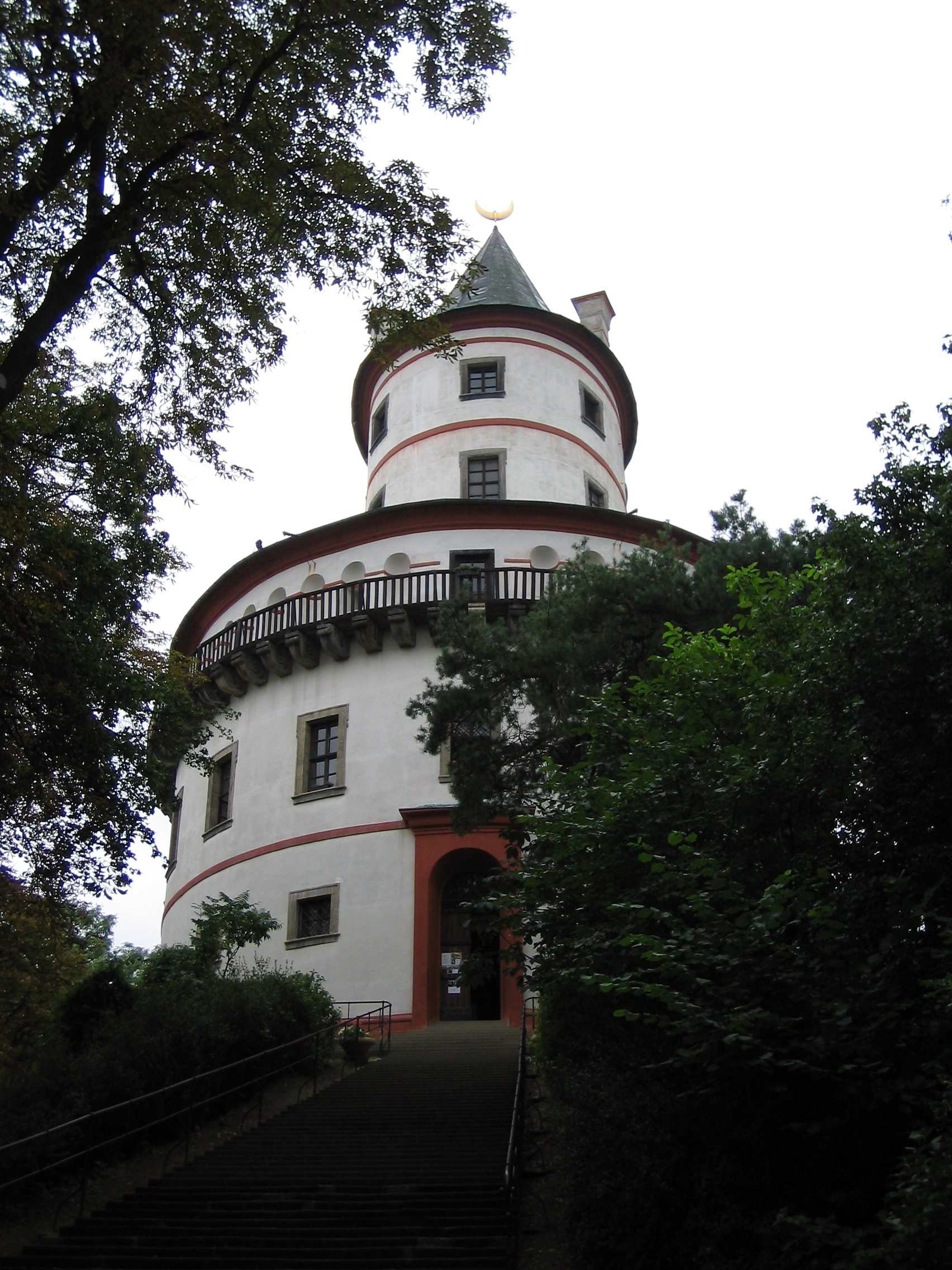
Zámek Humprecht

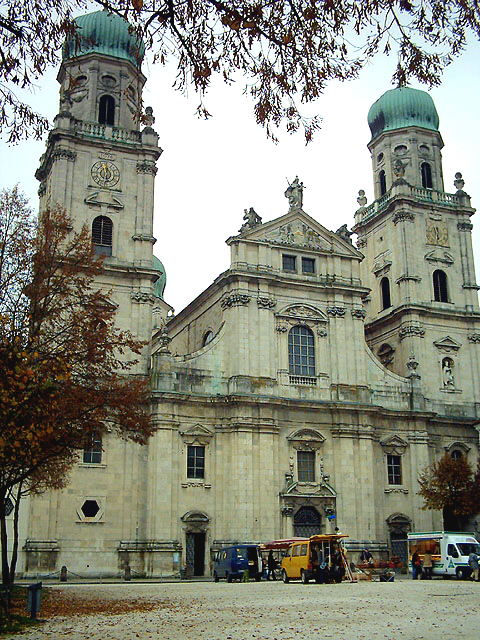
Západní průčelí dómu v Pasově (1668–1684)

### v Polsku (Kladsku a Slezsku)
- 1660: Kaple kláštera v Hlohově
- 1653–1658: Zámek a kostel Grafenort v Kladském hrabství (česky: Arnoltov, německy: Arnsdorf, po 1670: Grafenort, od 1945 polsky Gorzanów)[6]
- 1654–1690: Jezuitská kolej a konvikt v Kladsku

### v Bavorsku
- 1668–1684: Oprava a přestavba dómu sv. Štěpána v Pasově
- 1641–1672: Karmelitánský kostel v Řezně

### v Rakousku
- 1670–1671: Poutní kostel Maria Taferl